# Dialekt wschodnioczeski

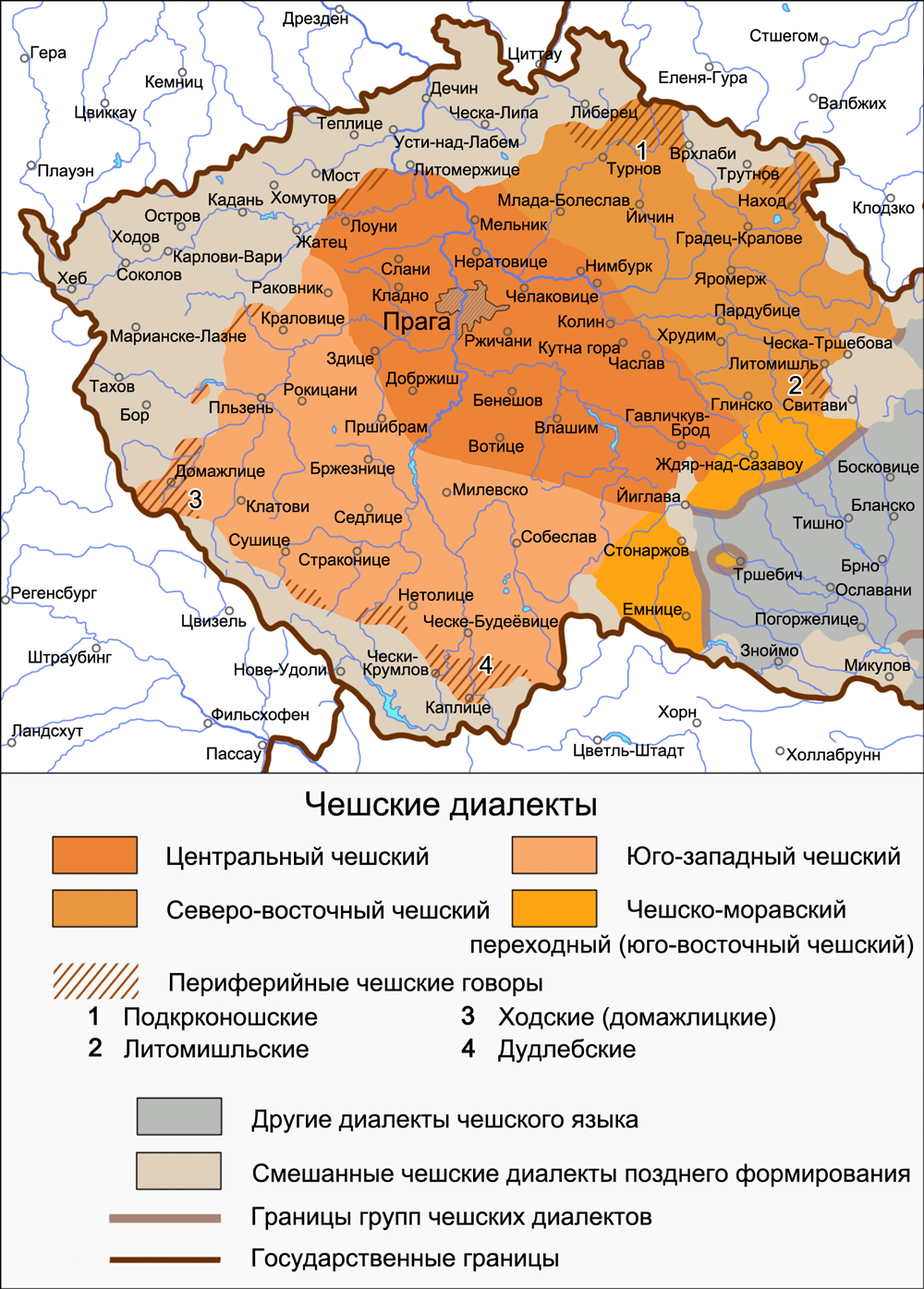
Mapa dialektów czeskich właściwych.

Dialekt wschodnioczeski lub dialekt północno-wschodnioczeski (cz. severovýchodočeské nářečí, severovýchodočeská podskupina) – jeden z czterech dialektów czeskich właściwych obok dialektu środkowoczeskiego, zachodnioczeskiego i czesko-morawskiego. Zajmuje część obszaru północno-wschodnich Czech . W obrębie dialektu południowoczeskiego wyróżnia się peryferyjna gwara podkarkonoska. Do gwar wschodnioczeskich należy także używana w Kotlinie Kłodzkiej gwara kłodzka .

## Cechy językowe
Do cech fonetycznych gwar wschodnioczeskich należą:
- wymowa v jak u̯ po samogłosce, a przed spółgłoską albo w wygłosie, np. prau̯da, kreu̯[2]. W północnej części dialektu utrzymuje się także wymowa dwuwargowa w między samogłoskami typu kráwa, zdrawí[2],
- nagłosowe i-, í- zamiast ogólnoczeskich ji-, jí-, np. iskra, im, ídlo[5],
- na miejscu literackich czeskich sylabotwórczych r̥ i l̥ w północnej części dialektu spotyka się grupy er, ir, ar oraz el, il, al, np. Kerkonoše, pervní, velna zamiast lit. cz. Krkonoše, první, vlna[6],
- dyftongizacja í do ej po spółgłoskach s, z, c, np. cejtiť, vozejk, sejtko[6],
- zachowanie dźwięczności spółgłosek w wygłosie, np. hlad, teď[6].

Charakterystycznymi cechami morfologii są:
- narzędnik i miejscownik liczby pojedynczej rzeczowników żeńskich zakończony na -ej, np. ulicej, radosťej, rúžej[2][6],
- celownik (przypadek) i miejscownik liczby pojedynczej rzeczowników męskożywotnych zakończony na -oj (<-ovi), np. bratroj, k Petroj, vo tátoj[2][6], rzadziej też wymowa typu jalojce (<jalovice)[5],
- końcówka -ej czasowników typu -ím, -íš, np. mluvjej[5],
- biernik liczby mnogiej typu vojáci[5].